# NK Grafičar Ljubljana
Nogometni klub Grafičar bivši je slovenski nogometni klub iz Ljubljane. 
Godine 1948. osnovan je NK Grafičar, a vodio ga je bivši igrač Primorja Peter Logar. Pod okriljem tiskare Ljudska pravica klub je postigao velike uspjehe, prvo u Slovenskoj ligi, a zatim i u Ljubljansko-primorskoj ligi, ali teren imena igrišču ob Rižarni nije bio prikladan za tu razinu natjecanja te su se stoga često selili. Godine 1958. spojio se sa Svobodom.
Novi klub zadržao je ime Grafičar do 1962. godine, kada ga je ponovno promijenio u Svoboda.

## Prvenstva
| Sezona    | Razred | Liga                       | Broj momčadi | Mjesto | Izvor |
| --------- | ------ | -------------------------- | ------------ | ------ | ----- |
| 1952.     | III.   | Ljubljanski center         | 4            | 2.     | link  |
| 1952./53. | IV.    | Ljubljanski center         | 5            | 3.     | link  |
| 1953./54. | V.     | Ljubljanski center         | 8            | 1.     | link  |
| 1953./54. |        | Kvalifikacije LNP          | 5            | 1.     | link  |
| 1954./55. | IV.    | Slovenska republička liga  | 10           | 3.     |       |
| 1955./56. | III.   | Ljubljansko-primorska liga | 10           | 1.     |       |
| 1956./57. | III.   | Ljubljansko-primorska liga | 10           | 3.     |       |
| 1957./58. | III.   | Ljubljansko-primorska liga | 10           | 3.     |       |

## Unutarnje poveznice
- Ljubljana
- NK Svoboda Ljubljana